# Luc Beyer
Luc Charles Henri Beyer de Ryke, beter bekend als Luc Beyer (Gent, 9 september 1933 – Parijs, 18 januari 2018) was een Belgisch presentator, journalist, auteur en politicus voor de PRL.

## Levensloop
Na zijn studies Politieke en Diplomatieke Wetenschappen en Journalistiek aan de Université libre de Bruxelles, presenteerde Beyer achttien jaar lang, van 1961 tot 1979, het televisiejournaal op de RTB. Als journalist was hij actief bij La Flandre libérale en de Courrier de Gand.
Daarnaast was hij van 1965 tot 1979 gemeenteraadslid van Gent en vervolgens was hij van 1983 tot 2012 gemeenteraadslid in Ukkel, alwaar hij tevens schepen was. Tevens was hij van 1961 tot 1965 lid van de Oost-Vlaamse provincieraad. Van 1980 tot 1989 was hij tevens Europees Parlementslid namens de PRL.
Daarna was hij voorzitter van de Académie du Gaullisme.
Beyer overleed in januari 2018 op 84-jarige leeftijd.